# ساتسوما (آلاباما)
ساتسوما (به انگلیسی: Satsuma) یک شهر در ایالات متحده آمریکا است که در شهرستان موبایل، آلاباما واقع شده‌است. ساتسوما ۱۹٫۴۵ کیلومتر مربع مساحت و ۶٬۱۶۸ نفر جمعیت دارد و ۴ متر بالاتر از سطح دریا واقع شده‌است.